# Oxalis alata
Oxalis alata är en harsyreväxtart som beskrevs av Joseph Gerhard Zuccarini. Oxalis alata ingår i släktet oxalisar, och familjen harsyreväxter.

## Underarter
Arten delas in i följande underarter:
- O. a. hirta
- O. a. rhombifolia